# Rusticle

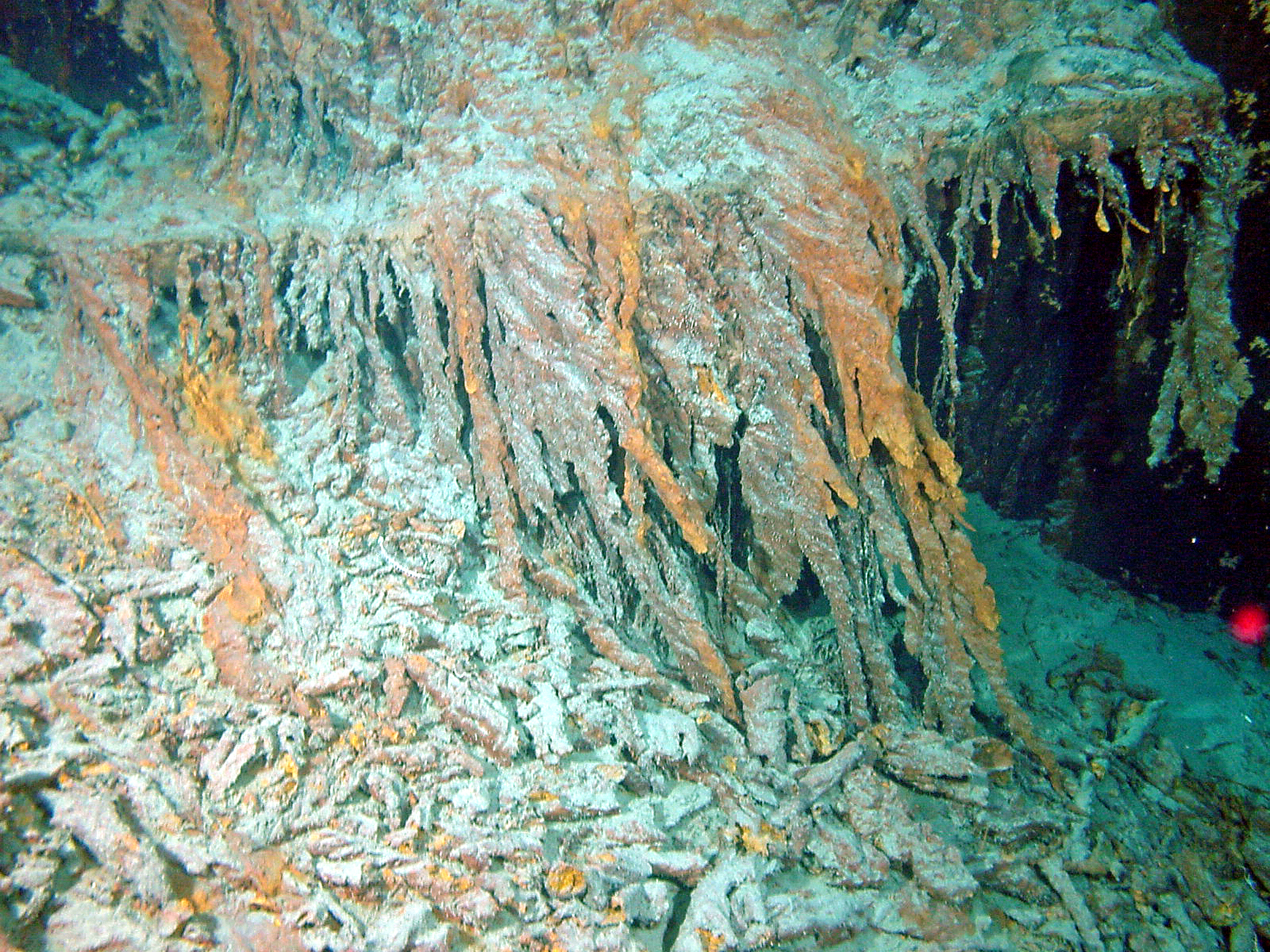
Rusticle destacadas abaixo da âncora lateral do porto RMS Titanic

Um rusticle é uma formação de ferrugem semelhante a um sincelo ou estalactite na aparência que ocorre profundamente debaixo d'água quando o ferro forjado se oxida. Eles podem estar familiarizados com fotografias subaquáticas de naufrágios, como o RMS Titanic e o navio de guerra alemão Bismarck. Rusticles são criados por micróbios que consomem ferro.